# Angela Munteanu-Pojoga
Angela Munteanu-Pojoga (n. 3 decembrie 1972, Ciuciuleni, raionul Hîncești, RSS Moldovenească, URSS) este o jurnalistă, traducătoare și politiciană din Republica Moldova, deputată în legislatura a XI-a a Parlamentului Republicii Moldova, aleasă pe listele Partidului Acțiune și Solidaritate.

## Biografie
Angela Munteanu-Pojoga a obținut o diplomă de licență în filologie și una de master în administrație publică.
Cariera sa jurnalistică a demarat în 1996, când a devenit corespondent special al Teleradio Moldova. Din 2004 a lucrat  jurnalistă în Portugalia, la Radio Elvas și la Radio Portalegre. În perioada 2005-2010 a exercitat funcția de președintă a Asociației Imigranților din Țările Est-Europene din Portugalia. Aflându-se peste hotare, a lucrat și  traducătoare la Tribunalul Elvas și la Crucea Roșie.
În 2010 s-a întors în Republica Moldova și a fondat o întreprindere individuală. În 2016 a devenit redactor-șef al postului de televiziune TVC21, ulterior găzduind două talk-show-uri la aceeași televiziune. În 2017 a activat în calitate de redactor-șef al postului de televiziune Accent TV.

### Activitate politică

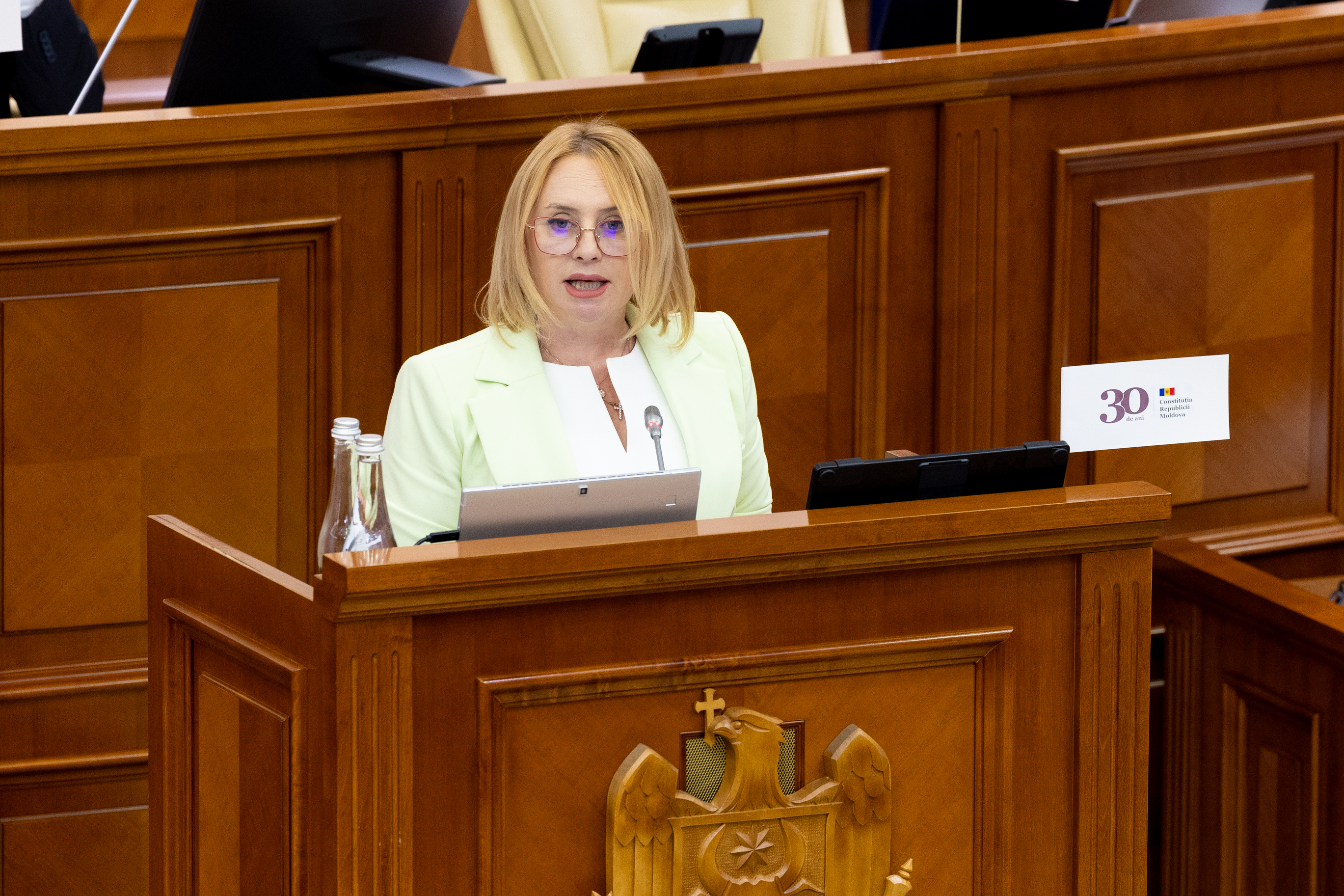
Angela Munteanu-Pojoga la tribuna Parlamentului, iulie 2024

Munteanu-Pojoga a debutat în politică în 2016, preluând conducerea organizației locale a Partidului Acțiune și Solidaritate din sectorul Buiucani al capitalei. În anul următor a devenit președinta Organizației de Femei PAS Chișinău. Actualmente este vicepreședinta Organizației Municipale PAS Chișinău. În 2019 a fost, pentru scurt timp, asistentă a deputatului PAS, Vladimir Bolea. Ulterior, până în 2021 a fost membră a Consiliului Municipal Chișinău, pe listele PAS. În perioada 2019-2020 a fost vicepretoră a sectorului Buiucani.
În urma alegerilor parlamentare din 2021, Angela Munteanu-Pojoga a obținut un mandat de deputată în Parlamentului Republicii Moldova, fiind candidata nr. 48 pe listele Partidului Acțiune și Solidaritate. Este secretară a Comisiei parlamentare pentru drepturile omului și relații interetnice.